# Chained to the Rhythm
Chained to the Rhythm ist ein Lied der US-amerikanischen Popsängerin Katy Perry mit dem jamaikanischen Sänger Skip Marley.

## Veröffentlichung
Chained to the Rhythm wurde am 10. Februar 2017 über Capitol Records zum Download freigestellt. Das Lied ist die erste Singleauskopplung aus ihrem fünften Studioalbum, Witness.

## Komposition
Das Stück ist den Genres Dancehall und Dance-Pop zuzuordnen und wurde in A-Moll geschrieben. Es weist 92 bis 96 Schläge pro Minute auf. Der Gesang im Lied reicht von b3 bis g5.

## Kommerzieller Erfolg
Chained to the Rhythm wurde innerhalb von einem Tag nach der Veröffentlichung beim Musikstreaming-Dienst Spotify über drei Millionen Mal abgespielt. Der Track erreichte in allen deutschsprachigen Ländern die Top 10.

### Chartplatzierungen
| ChartsChartplatzierungen       | Höchstplatzierung | Wochen |
| ------------------------------ | ----------------- | ------ |
| Deutschland (GfK)              | 6 (18 Wo.)        | 18     |
| Österreich (Ö3)                | 7 (16 Wo.)        | 16     |
| Schweiz (IFPI)                 | 6 (24 Wo.)        | 24     |
| Vereinigte Staaten (Billboard) | 4 (23 Wo.)        | 23     |
| Vereinigtes Königreich (OCC)   | 5 (21 Wo.)        | 21     |

| ChartsJahrescharts (2017)      | Platzierung |
| ------------------------------ | ----------- |
| Deutschland (GfK)              | 64          |
| Österreich (Ö3)                | 70          |
| Schweiz (IFPI)                 | 32          |
| Vereinigte Staaten (Billboard) | 73          |
| Vereinigtes Königreich (OCC)   | 49          |

### Auszeichnungen für Musikverkäufe
| Land/Region                  | Auszeichnungen für Musikverkäufe (Land/Region, Auszeichnung, Verkäufe) | Verkäufe  |
| ---------------------------- | ---------------------------------------------------------------------- | --------- |
| Australien (ARIA)            | 4× Platin                                                              | 280.000   |
| Belgien (BRMA)               | Gold                                                                   | 15.000    |
| Brasilien (PMB)              | Diamant                                                                | 160.000   |
| Dänemark (IFPI)              | Platin                                                                 | 90.000    |
| Deutschland (BVMI)           | Platin                                                                 | 400.000   |
| Frankreich (SNEP)            | Platin                                                                 | 133.333   |
| Italien (FIMI)               | 2× Platin                                                              | 100.000   |
| Kanada (MC)                  | 3× Platin                                                              | 240.000   |
| Neuseeland (RMNZ)            | Platin                                                                 | 30.000    |
| Norwegen (IFPI)              | 2× Platin                                                              | 120.000   |
| Österreich (IFPI)            | Gold                                                                   | 15.000    |
| Polen (ZPAV)                 | Platin                                                                 | 50.000    |
| Schweden (IFPI)              | Platin                                                                 | 80.000    |
| Spanien (Promusicae)         | Platin                                                                 | 40.000    |
| Vereinigte Staaten (RIAA)    | 2× Platin                                                              | 2.000.000 |
| Vereinigtes Königreich (BPI) | Platin                                                                 | 600.000   |
| Insgesamt                    | 2× Gold · 21× Platin · 1× Diamant ·                                    | 4.353.333 |

Hauptartikel: Katy Perry/Auszeichnungen für Musikverkäufe